# Резвая (река)
Резвая (пол. Bezleda [Безледа], нем. Beisleide [Бислейда или Вайслайте]) — река в России и Польше, протекает по территории Багратионовского района Калининградской области. Устье реки находится в 38 км по левому берегу реки Прохладной. Длина реки — 33 км, площадь водосборного бассейна — 181 км².

## Данные водного реестра
По данным государственного водного реестра России относится к Балтийскому бассейновому округу, водохозяйственный участок реки — Преголя. Относится к речному бассейну реки Неман и рекам бассейна Балтийского моря (российская часть в Калининградской области).
Код объекта в государственном водном реестре — 01010000212104300010800.

## Топографические карты
- Лист карты N-34-54 Багратионовск. Масштаб: 1 : 100 000. Состояние местности на 1980 год. Издание 1986 г.
- Лист карты N-34-66. Масштаб: 1 : 100 000. Указать дату выпуска/состояния местности.